# Hoang mạc Victoria Lớn

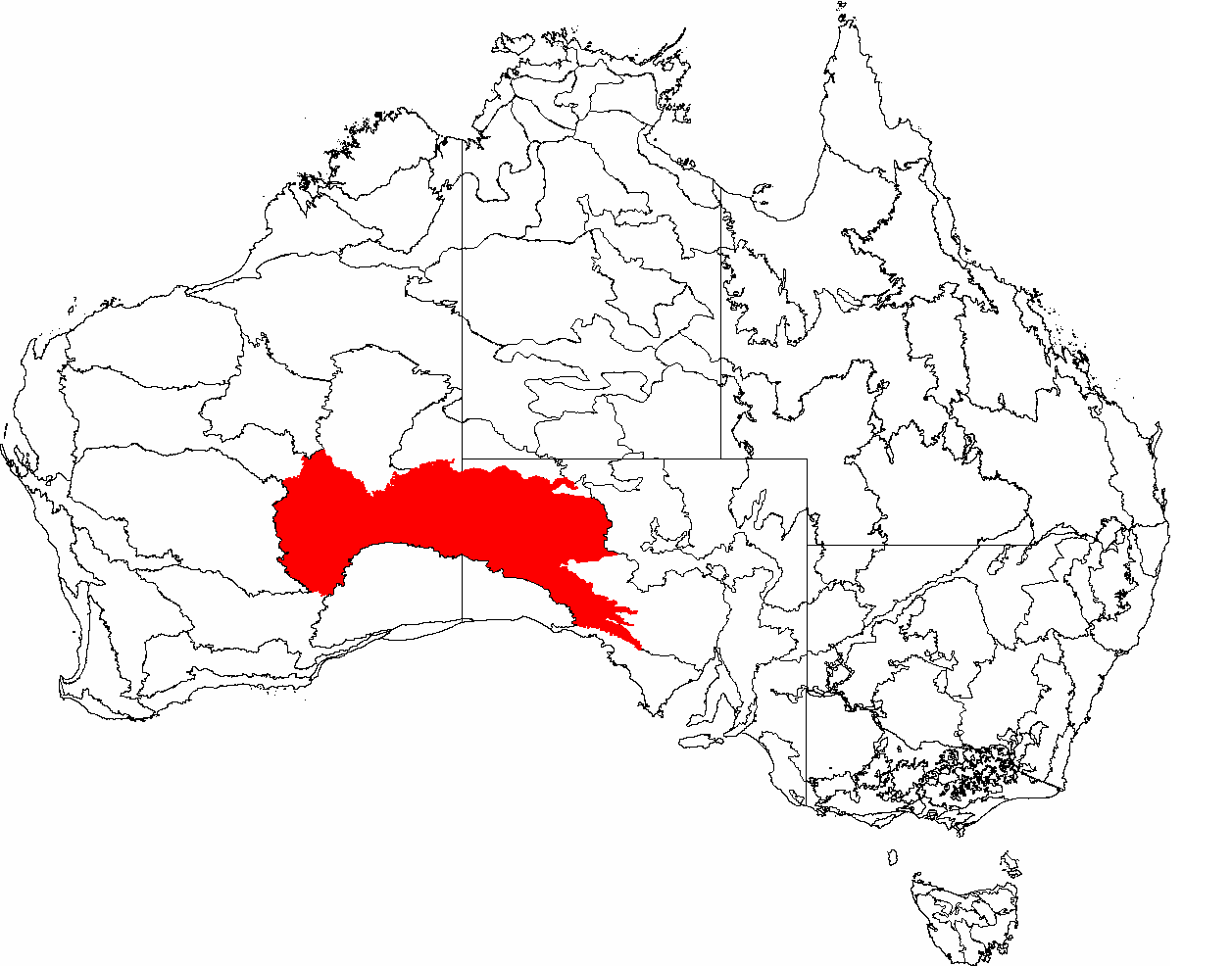
Hoang mạc Victoria lớn (đỏ) trên lục địa Úc

Hoang mạc Victoria Lớn nằm ở miền nam của Úc, cằn cỗi và rất ít dân cư sinh sống.
Đây là hoang mạc lớn nhất ở Úc  với trên 700 km (430 dặm) rộng (từ tây sang đông) và diện tích 424.400 km² (163.900 sq mi) từ khu vực Đông Goldfields của Tây Úc đến dãy núi Gawler tại Nam Úc. Sa mạc Little Sandy ở phía tây bắc, hoang mạc Gibson và hoang mạc Tirari và Sturt Stony ở phía đông, trong khi đồng bằng Nullarbor ở phía nam phân cách nó với Nam Đại Dương. Lượng mưa trung bình hàng năm thấp và không thường xuyên, từ 200 đến 250 mm (7,9-9,8 in) mỗi năm. Sấm sét tương đối phổ biến ở sa mạc này, trung bình 15 - 20 cơn bão/năm. Mùa hè ban ngày nhiệt độ khoảng 32 - 40 °C (90 - 104 °F) trong khi vào mùa đông, nhiệt độ rơi vào khoảng 18 - 23 °C (64 - 73 °F).